# National Shipbuilders Security
Die National Shipbuilders Security Ltd. (NSS) war eine von 1930 bis 1958 bestehende britische halbstaatliche Gesellschaft zur Schließung von Werften.

## Einzelheiten
Während des Ersten Weltkriegs wuchs die britische Schiffbauindustrie aufgrund der kriegsbedingten Schiffbautätigkeit. Nach dem Kriegsende folgte nochmals ein kurzer Aufschwung im Schiffbau, zu dessen Hochphase rund 300.000 Menschen Beschäftigung fanden. In den anschließenden 1920er Jahren sank zum einen die Nachfrage nach neuen Schiffen, zum anderen wuchs die Konkurrenz um die wenigen Neubauaufträge durch andere aufstrebende Schiffbaunationen. In den Jahren 1924 bis 1934 waren nie mehr als 50 % der Werftbauplätze belegt, zum Tiefpunkt 1933 waren es lediglich noch 5 % und im Jahr 1934 27 %. Zunächst versuchte die britische Regierung mit Finanzierungsbeihilfen, wie dem Trade Facilities Act für Neubauten, die auf britischen Werften geordert wurden, entgegenzusteuern. Im Zuge der Weltwirtschaftskrise kam später das Instrument eines Verschrottungs- und Neubauprogramms (scrap and build scheme) hinzu, mit dem insbesondere die britischen Trampreeder angesprochen wurden. Aber keines dieser Mittel konnte eine echte Trendwende einleiten.
Im Jahr 1930 trat Sir James Lithgow der Lithgows-Werften in Port Glasgow und Greenock mit dem Vorschlag zur Gründung der National Shipbuilders Security (NSS) an den Präsidenten der Bank of England, Montagu Norman, heran. Die NSS hatte den Zweck, Werften zu schließen, um Überkapazitäten abzubauen und den verbleibenden Werften bessere Chancen in der Krise zu ermöglichen. Die Zentralbank sollte dazu Mindestpreise für die Baurechte auf dem Gelände geschlossener Werften sicherstellen. In den folgenden Jahren bis zum Zweiten Weltkrieg kaufte die NSS zahlreiche notleidende Werften auf. Der Großteil dieser Werften wurde geschlossen, das Inventar veräußert und die Betriebsanlagen wurden abgebrochen. Die ersten Werften, die nach diesem Prinzip erworben und abgebrochen wurden, waren Napier & Miller in Old Kilpatrick, William Beardmore and Company in Dalmuir und die South-Yard-Werft der Ardrossan Shipbuilding Company.
Die Lithgow-Familie nutzte die NSS auf ihre eigene Weise. Sie hatten in den Jahren 1931 bis 1937 die Mehrheit an neun Clydewerften, von denen allein fünf direkt den Lithgow Brüdern zuzuordnen waren. Zum einen führten sie mit Hilfe der NSS eine Rationalisierung der Werften in Port Glasgow durch. Für die 1933 erfolgte Schließung der Inch-Werft über einen vereinbarten Zeitraum von 40 Jahren erhielten sie beispielsweise eine Beihilfe, mit der sie 1935 ungeachtet des öffentlichen Widerstands die Werft Fairfield Shipbuilding & Engineering Company in Govan erwarben und diese vor der Schließung bewahrten.
Andere bekannte Werften, die durch die NSS geschlossen und größtenteils abgewickelt wurden, waren 1931 unter anderem die Stockton-Werft der Smiths Dock Company, die Northumberland Shipbuilding Company in Howdon on Tyne und W. Harkess & Son und Sir Raylton Dixon and Company (Cleveland Shipbuilding Company) in Middlesbrough. 1932 wurde Earle’s Shipbuilding and Engineering Company im nordenglischen Kingston upon Hull geschlossen, wobei der Werftkran an die Kowloon Dockyard in Hongkong verkauft wurde. 1933 wurde der Schiffsneubau von Dunlop, Bremner and Company gestoppt, die Werft von Robert Thompson and Sons in Sunderland und Palmers Shipbuilding and Iron Company in Jarrow geschlossen. Die Schließung von Palmers führte zu Demonstrationen und dem „Jarrow March“. Zwar öffnete die Werft daraufhin auf Betreiben des High Sheriff of Surrey, Sir John Jarvis, für weitere 18 Monate, dann aber wurde Palmers 1935 endgültig geschlossen und abgebrochen. In den Jahren 1934 bis 1936 ließ Harland and Wolff einige Tochterwerften am Fluss Clyde durch die NSS schließen. 1935 schloss die Meadowside-Werft von D. & W. Henderson & Company und die NSS übernahm die North-Yard-Werft von Workman, Clark, die kurioserweise noch während des Zweiten Weltkriegs durch die Firma Lagan Construction Company abgebaut wurde. Im Jahr 1936 schloss die NSS Ayrshire Dockyard und William Gray & Company. Bis 1937 waren 28 Werften durch die NSS geschlossen worden und 1938 folgte mit Irvine’s Shipbuilding and Dry Docks Company in West Hartlepool die letzte Werftschließung.
Insgesamt wurde die britische Werftkapazität in den Jahren 1930 bis 1939 durch die NSS um rund ein Drittel verringert. Am 11. November 1958 löste sich die National Shipbuilders Security auf.